# 韓國警察

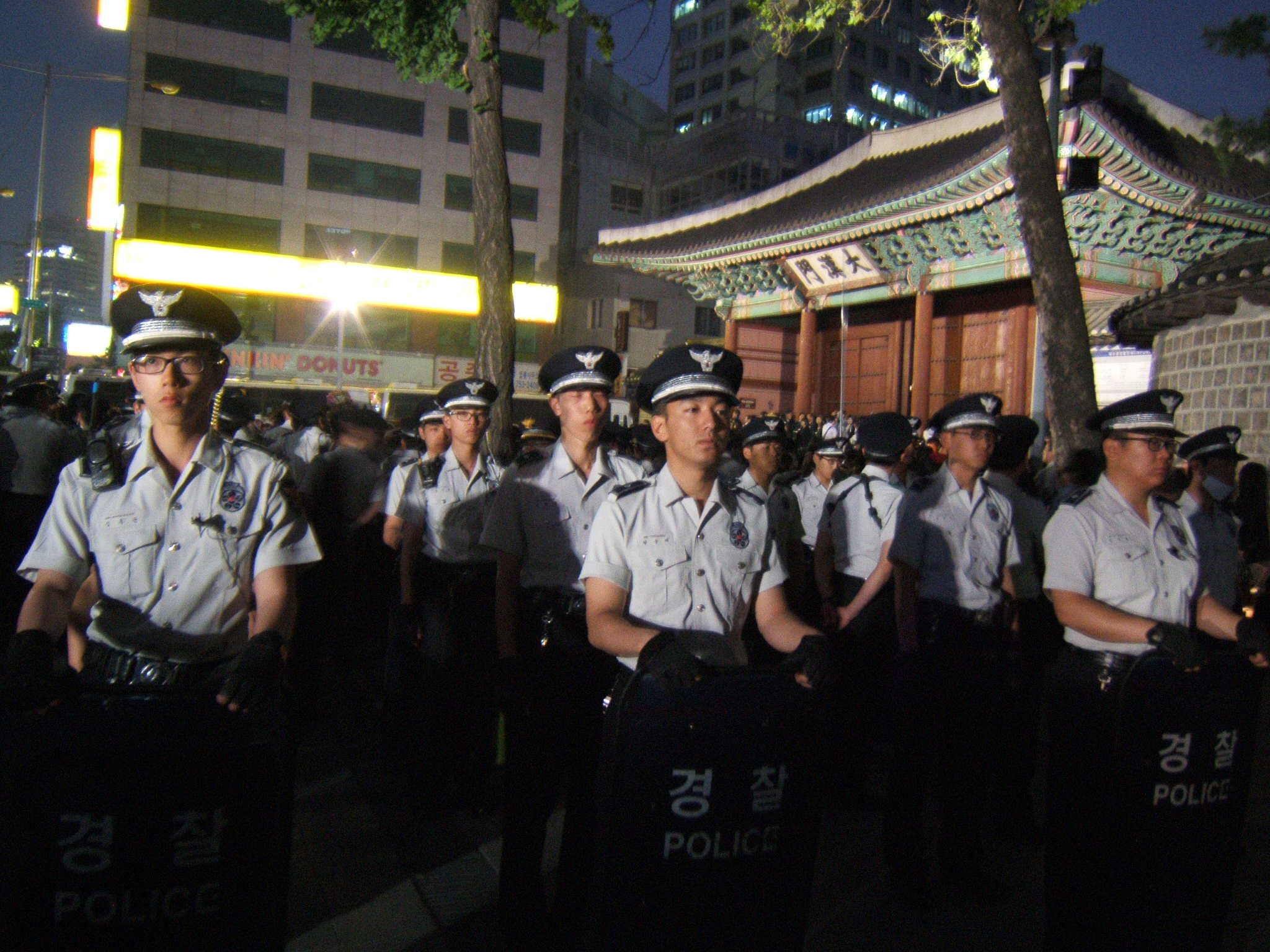
韓國警察於德壽宮大漢門前

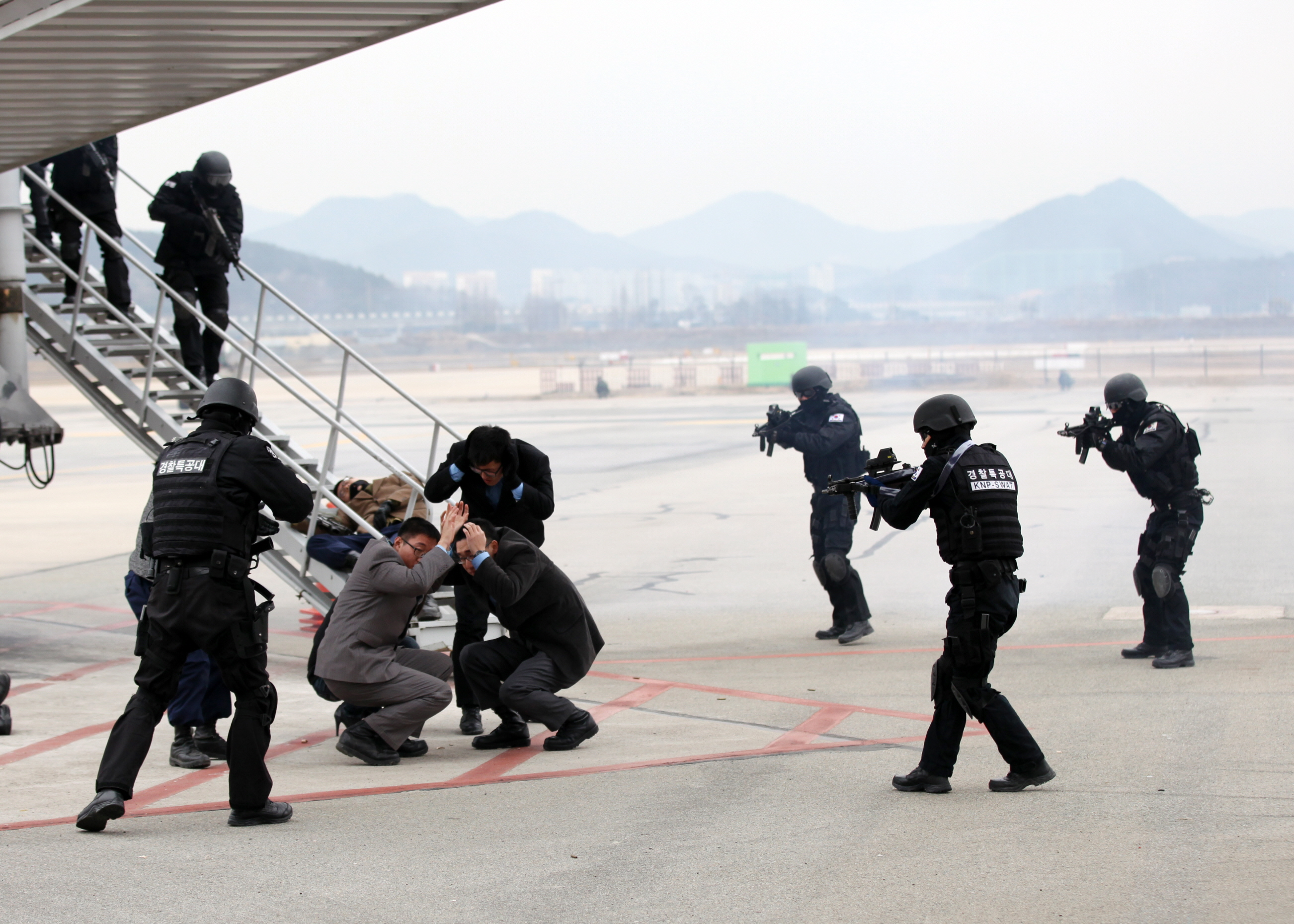
警察特攻隊的訓練（2012年）

警察（韩语：／ Gyeongchal */?）是大韩民国行政安全部警察廳與其地方警察廳等執法單位的總稱。2016年的警察人員總數約114,658人。緊急報案專線是112。海岸巡防與海上業務由海洋警察廳管轄。

## 概要
韓國的警察制度與鄰近國家如中國一樣屬於國家警察制度，與美國的警察制度相異。然而濟州特別自治道在2006年基於《地方分權特別法》導入自治警察制度，是韓國第一個自治警察組織。
韓國警察紋章是肩負天秤的鶚（俗稱魚鷹），中間佩戴鑲嵌象徵陰陽的紅藍太極的無窮花。警察大衣的兩片衣襟上都配有紋章。
另外也有上緣寫著「POLICE」和「경찰」的「警察胸章（경찰 가슴표장）」，以兩圓重疊形成象徵日夜的太陽和月亮、中間鑲嵌紅藍色的太極並有五個無色的太極組成無窮花。需著制服的場合便佩戴於左胸，便衣刑警則需與身分證一起放在皮夾內。

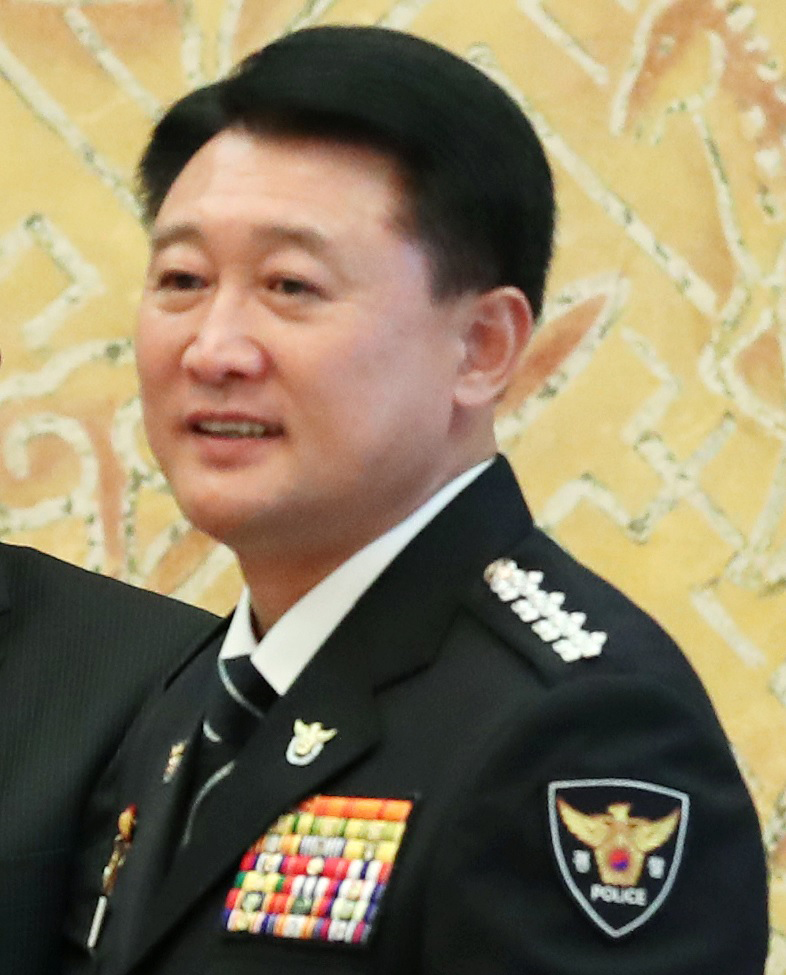
前警察廳長・李哲聖（이철성）治安總監

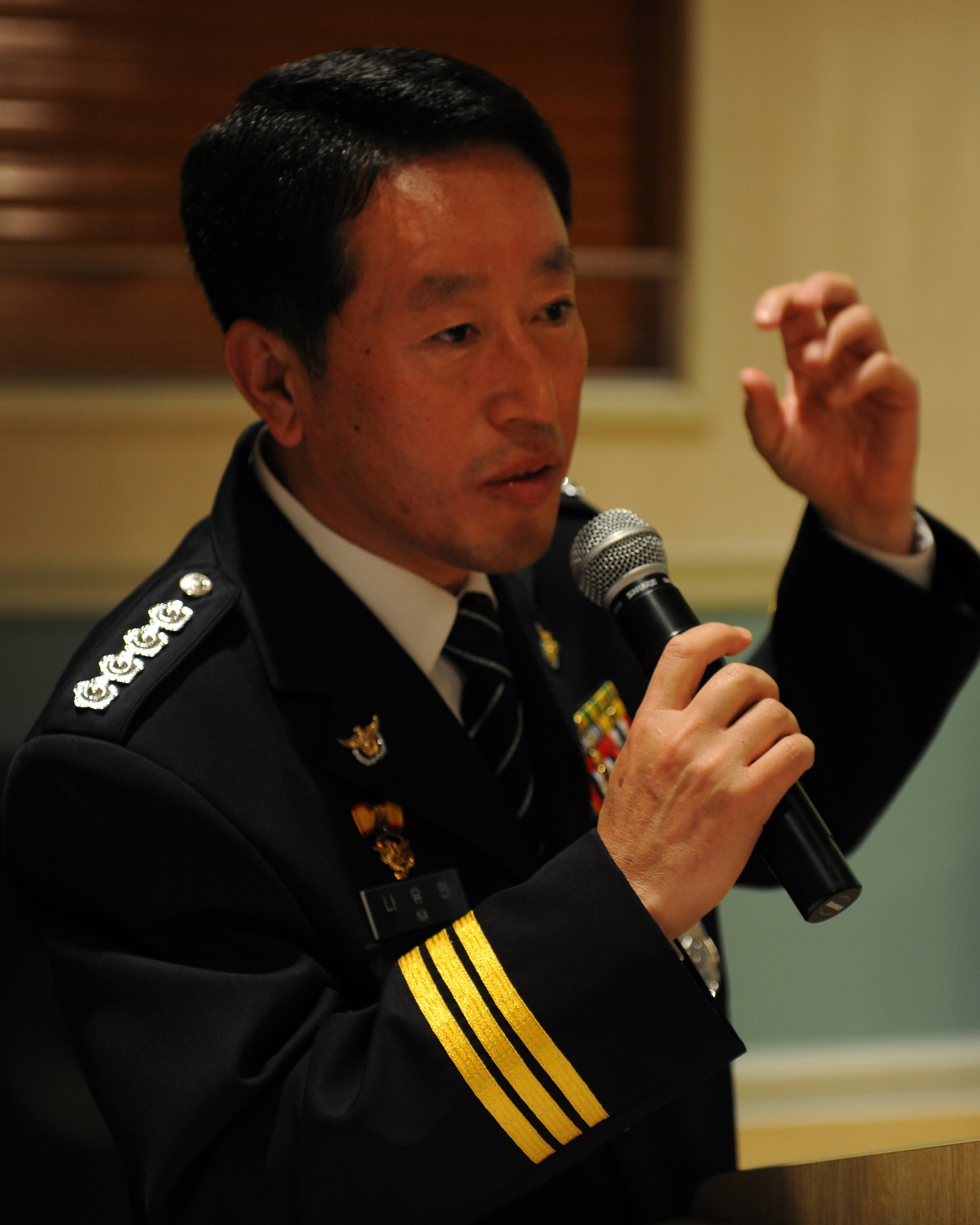
群山警察署長・羅攸仁（나유인）總警

## 組織

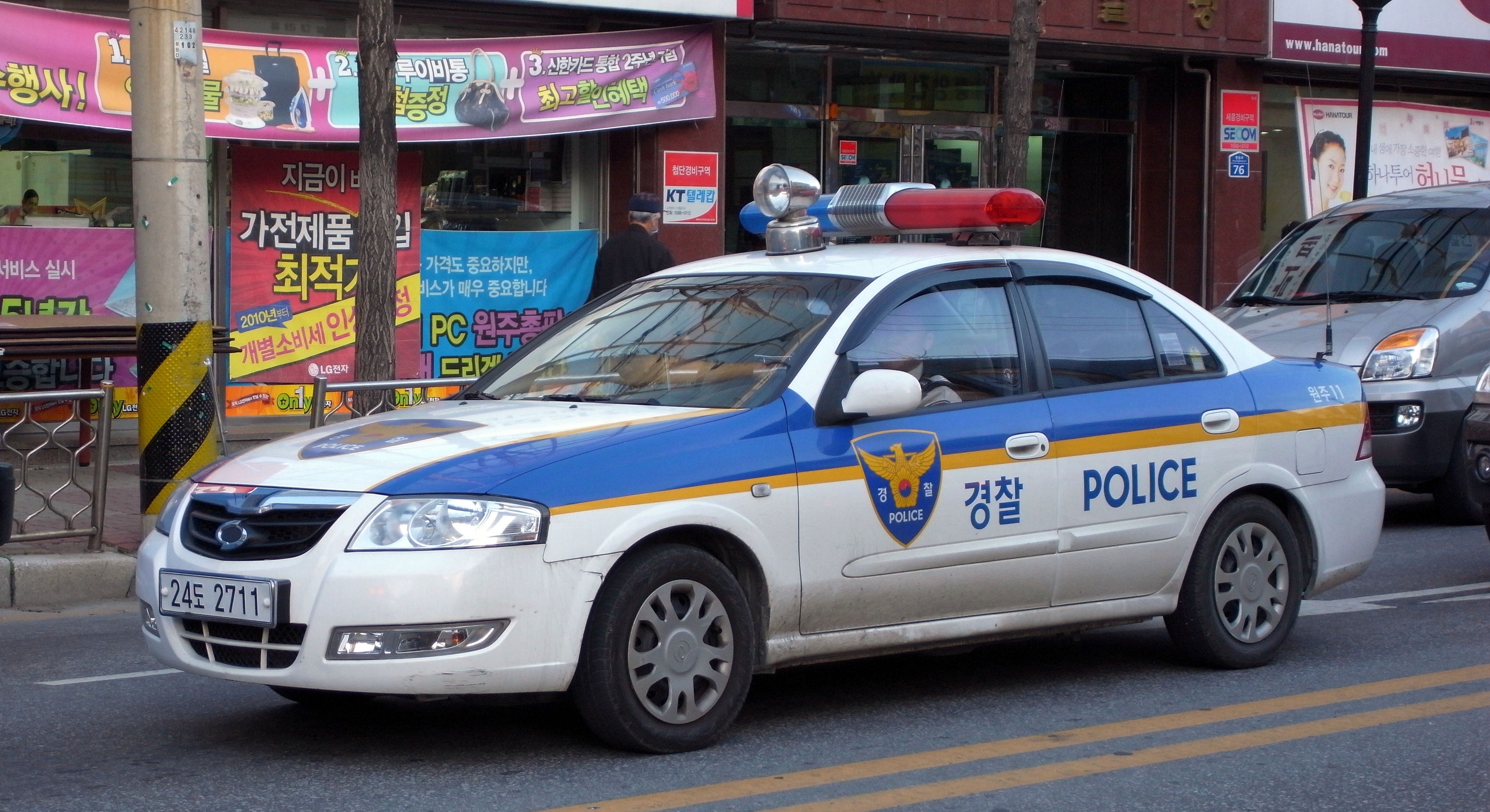
原州警察署的巡邏車

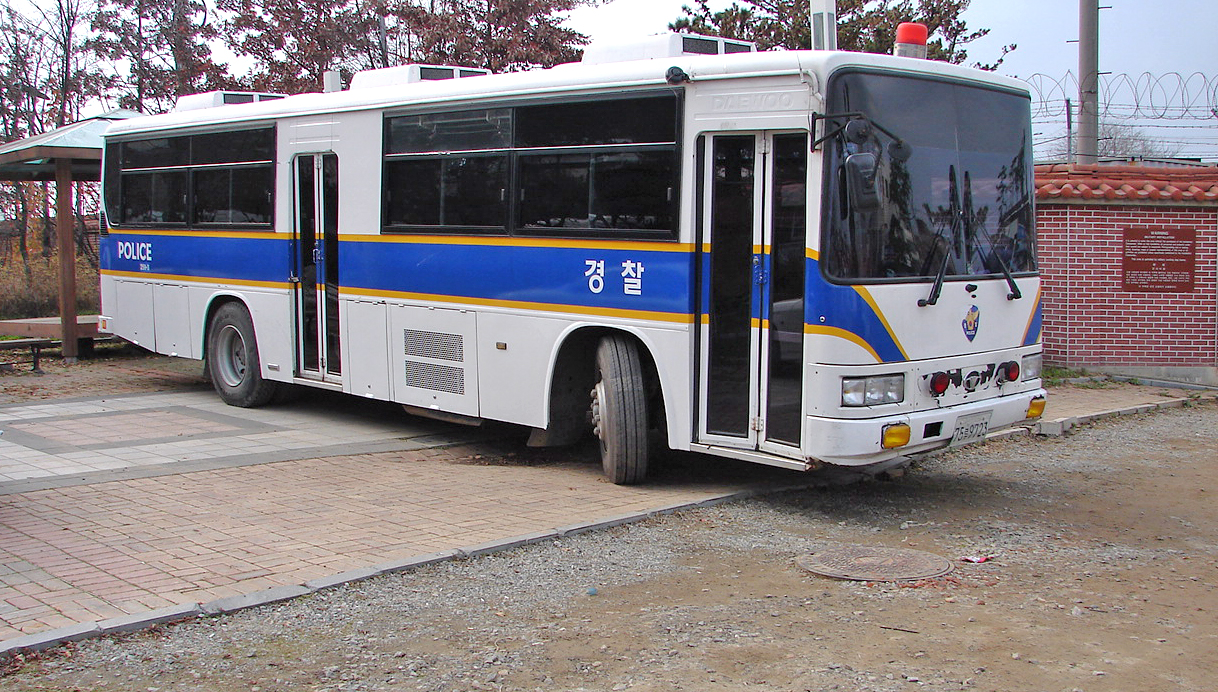
人員運輸車（大宇BS106）

行政自治部下轄警察廳，警察廳下轄韓國警察大學、警察人材開發院、中央警察學校、警察捜査研修院、警察醫院等機關，並管轄在一個特別市、六個廣域市、九個道下設置的十六個地方警察廳。警察廳的内部組織有生活安全局、捜査局、網路安全局、交通局、警備局、情報局、保安局、外事局等八局處。地方警察廳雖設在各道、市之下，並管轄其警察署，但其警政的指揮監督權是屬於中央的警察廳。另外也有服務訪韓外國人的觀光警察。

## 沿革
- 1945年 - 美軍軍政廳體系下成立警察管理局與各道警察部。
- 1946年 - 警察管理局升格為警事部、導入新的階級制度。
- 1948年 - 設置内務部下的治安局。成立首爾特別市與各道警察局。
- 1967年 - 在各道、各主要市成立戰鬥警察隊。
- 1974年 - 内務部治安局改組為治安本部。
- 1980年 - 成立警察大學。
- 1979年 - 於忠清北道忠州市設置中央警察學校（朝鲜语：중앙경찰학교）。
- 1991年 - 治安本部改組為警察廳、成為内務部的外廳。地方警察局改稱地方警察廳。
- 1998年 - 上級機關的内務部與總務處整合、成立行政自治部。
- 1999年 - 成立蔚山地方警察廳。
- 2000年 - 駕照管理業務移交給駕照考試管理團。
- 2006年 - 伴隨濟州特別自治道的發展、於濟州成立第一個自治警察團。
- 2007年 - 成立大田地方警察廳・光州地方警察廳。
- 2008年 - 行政自治部改組為行政安全部。
- 2010年12月31日 - 駕照管理業務移交道路交通公團、廢除駕照考試管理團。
- 2013年 - 行政安全部改組為安全行政部。
- 2014年 - 安全行政部改組為行政自治部。
- 2017年 - 行政自治部改組為行政安全部。

## 人員配置
2018年7月的資訊
- 警察廳：1,820人
- 警察大學：268人
- 警察人材開發院：156人
- 中央警察學校：180人
- 警察搜查研修院：56人
- 警察醫院：600人[5]

- 首爾地方警察廳：26,565人（31個警察署）
- 釜山地方警察廳：8,785人（15個警察署）
- 大邱地方警察廳：5,531人（10個警察署）
- 仁川地方警察廳：6,129人（10個警察署）
- 光州地方警察廳：3,260人（5個警察署）
- 大田地方警察廳：3,164人（7個警察署）
- 蔚山地方警察廳：2,430人（4個警察署）
- 京畿南部地方警察廳：16,383人（30個警察署）
- 京畿北部地方警察廳：5,792人（12個警察署）
- 江原地方警察廳：4,312人（17個警察署）
- 忠北地方警察廳：3,500人（12個警察署）
- 忠南地方警察廳：4,801人（15個警察署）
- 全北地方警察廳：4,806人（15個警察署）
- 全南地方警察廳：5,316人（21個警察署）
- 慶北地方警察廳：6,404人（24個警察署）
- 慶南地方警察廳：6,736人（23個警察署）
- 濟州地方警察廳：1,748人（3個警察署）

## 警階與警銜
| 警章 | 警階     | 韓文     | 英文                          | 職位 | 與中華民國警察比較 | 與日本警察比較                 | 與中华人民共和国人民警察比較 | 與香港警察比較         |
| ---- | -------- | -------- | ----------------------------- | --- | ------------------ | ------------------------------ | ---------------------------- | ---------------------- |
|      | 治安總監 | 치안총감 | Commissioner General          | 警察廳長 | 警監特階           | 警察廳長官（階級外）、警視總監 | 总警监                       | 處長                   |
|      | 治安正監 | 치안정감 | Chief Superintendent General  | 警察廳次長、首爾地方警察廳長、京畿地方警察廳長、釜山地方警察廳長、警察大學校長                                                           | 警監一階           | 警視監                         | 副总警监、一级警监           | 副處長                 |
|      | 治安監   | 치안감   | Senior Superintendent General | 警察廳各局長、警察廳企畫協調官、首爾・京畿・釜山之外的地方警察廳長、首爾地方警察廳次長、京畿地方警察廳次長、警察教育院長、中央警察學校長 | 警監三階、警監二階 | 警視監                         | 一级警监、二级警监           | 高級助理處長、助理處長 |
|      | 警務官   | 경무관   | Superintendent General        | 地方警察廳次長、首爾・京畿地方警察廳部長、警察廳管理官・審議官、部分警察署長                                                             | 警正一階、警監四階 | 警視長                         | 二级警监、三级警监           | 總警司                 |
|      | 總警     | 총경     | Senior Superintendent         | 警察署長、地方警察廳課長級 | 警正一階           | 警視正                         | 三级警监、一级警督           | 高級警司               |
|      | 警正     | 경정     | Superintendent                | 警察署課長、警察廳・地方警察廳係長 | 警正二階           | 警視                           | 一级警督、二级警督           | 警司                   |
|      | 警監     | 경감     | Senior Inspector              | 地區隊長、警察署主要股長、隊長、警察廳・地方警察廳班長                                                                                   | 警正三階           | 警部                           | 二级警督、三级警督           | 總督察/督察            |
|      | 警衛     | 경위     | Inspector                     | 巡察隊長、派出所長、警察署股長、警察廳・地方警察廳的主要工作者                                                                           | 警正四階           | 警部補                         | 一级警司                     | 高級督察/督察/見習督察 |
|      | 警査     | 경사     | Assistant Inspector           | | 警佐一階、警正四階 | 巡查部長                       | 二级警司                     | 警署警長               |
|      | 警長     | 경장     | Senior Policeman              | | 警佐二階           | 巡查長                         | 三级警司                     | 警長                   |
|      | 巡警     | 순경     | Policeman                     | 警員、隊員 | 警佐三階           | 巡査                           | 三级警司                     | 高級警員/警員          |
| —    | 巡警試補 | 순경시험 | Policeman Assistant           | 新入警員試用實習二年間的非正式階級 |                    |                                | 见习警员                     |                        |

### 戰鬥警察隊
根據「戰鬥警察隊設置法施行令」所實行的階級。
- 特警
- 首警
- 上警
- 一警
- 二警

### 濟州自治警察
根據「濟州特別自治道設置及國際自由城市建立特別法」所設。
- 自治警務官（自治警察團長）
- 自治總警
- 自治警正
- 自治警監
- 自治警衛
- 自治警査
- 自治警長
- 自治巡警

## 戰鬥警察隊

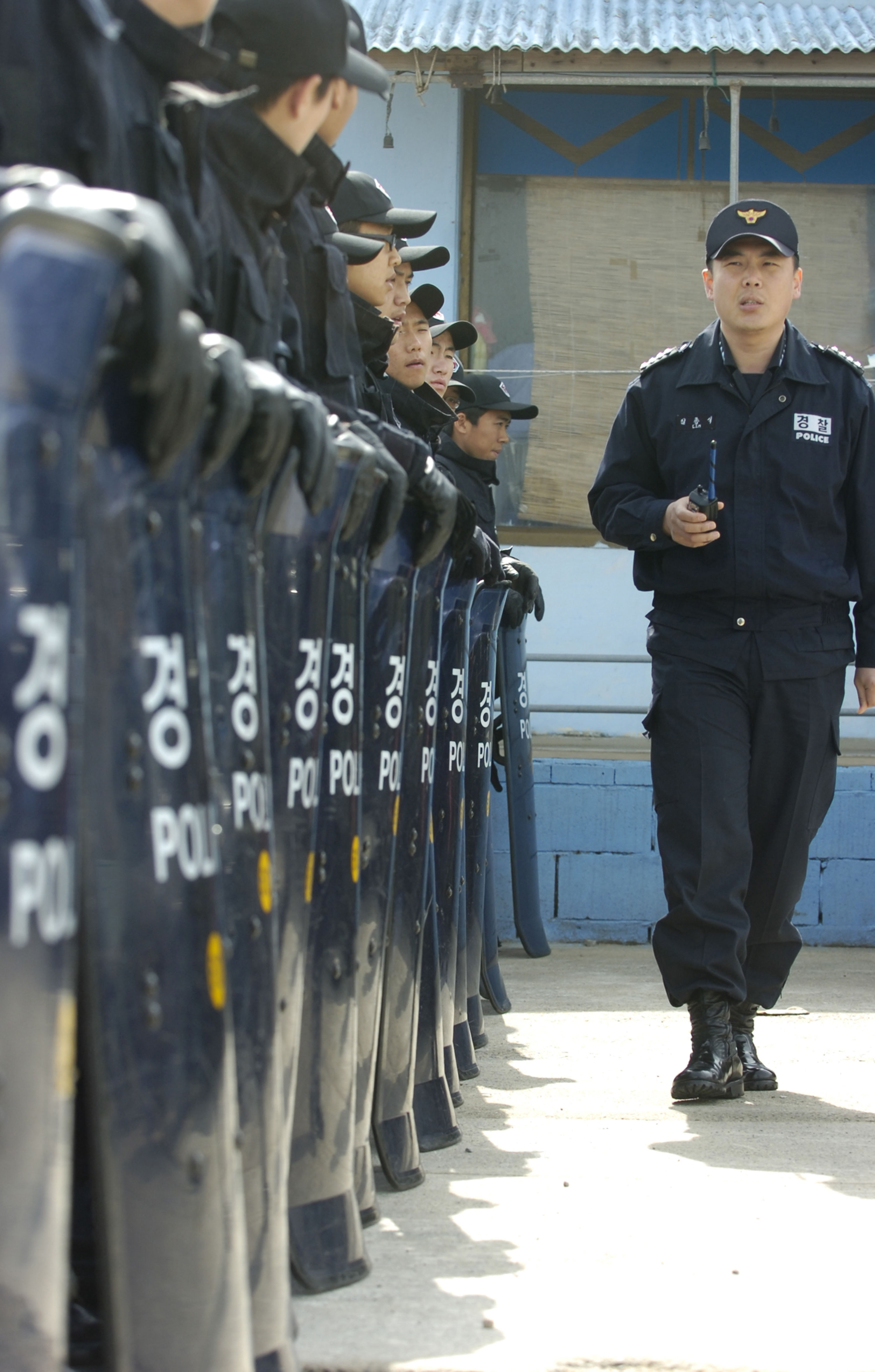
戰鬥警察隊的隊員

韓國存在名為戰鬥警察隊的組織，被視為是準軍事組織。是為了對付從北朝鮮入侵的武裝游擊隊與反間諜作戰而設立的單位。
戰鬥警察隊員並不屬於嚴格定義的警察，而是透過徵兵制度分發而來。成員由韓國陸軍進行軍事訓練後以警察的形式執行勤務。
在戰鬥警察服務與被視為服兵役的一種，役齡男子可以申請在戰警隊服役，通過試驗後以義務戰鬥警察身份服役。
作戰戰鬥警察巡警主要進行對間諜作戰，義務戰鬥警察巡警則是進行警備・交通外勤・派出所勤務・防犯巡邏等輔警任務。
國會警備隊與政府廳舍的警備隊多由戰鬥警察巡警負責執勤。
前身是軍事獨裁時期，為了鎮壓示威活動而成立的第三步兵師，俗稱「白骨部隊」（백골부대）。白骨之名來自其白色頭盔酷似骷髏頭。

## 其它

### 醜聞
- 2011年，前警察廳廳長（2009年3月出任）姜熙洛（朝鲜语：강희락）因收取業者1.8億韓元的賄賂，於2011年1月28日、遭檢方起訴。[6]

### 電影
- 特警冤家 - 1993年韓國電影，描述兩個腐敗刑警的故事。
- 怒火風雲 - 1995年韓國電影，描述兩個自小失去雙親的兄弟希望將來能夠成為警察的故事。

### 電視劇
- LIVE - 2018年3月上映的韓國電視劇，以首爾某架空派出所為背景。
- 悄悄話 - 2017年3月上映的韓國電視劇，李明佑導演合作打造的懸疑愛情劇。
- 無窮花開了 - 2017年5月於韓國KBS 1TV上映的電視劇，描述基層警員的故事。
- Duel（韓語：듀얼） - 2017年6月於韓國OCN電視台播放的電視劇。描述重案組刑警的故事。
- Two Cops（韓語：투깝스） - 2017年11月於韓國MBC電視台播放的電視劇。講述熱血刑警被詐騙犯靈魂附身的奇妙故事。
- 疑問的一勝 - 韓國SBS於2017年11月27日起播出的月火連續劇。講述一個騙子警察，在戰勝一群怪物的過程中，找回真正屬於自己人生的故事。

## 外部連結
- 警察廳 （页面存档备份，存于）（韓國警察廳官方網站）（英文）
- 警察大學 （页面存档备份，存于） （英文）
- 第一位警大出身女總警 （页面存档备份，存于）（朝鮮日報 日語版）